# Frangula granulosa
Frangula granulosa là một loài thực vật có hoa trong họ Táo. Loài này được (Ruiz & Pav.) Grubov mô tả khoa học đầu tiên năm 1949.